# Rob Swope
George Robert „Rob“ Swope (* 2. Dezember 1926 in Washington, D.C.; † 9. Januar 1967 ebenda) war ein US-amerikanischer Jazzposaunist. 
Bob Swope war der jüngere Bruder des Posaunisten Earl Swope, mit dem er auch zusammenspielte. Er spielte 1947 mit Buddy Rich (wo auch sein Bruder kurz zuvor war) und 1948/49 mit Chubby Jackson. 1947 nahm er mit Jerry Wald auf. 1949 bis 1950 war er in der Bigband von Gene Krupa und 1950/51 bei Elliot Lawrence. Danach spielte er in einem eigenen Trio in Washington D.C. und war 1953 Mitglied einer für einige Konzerte zusammengestellten Begleitband (The Orchestra) im Nightclub Kavakos, die Charlie Parker (22. Februar 1953, mit geborgtem Saxophon, als Teil von The Washington Concerts bei Blue Note 2001 erschienen), Bud Powell (5. April 1953, mit Charles Mingus, als Inner Fire erschienen) und 1955  Dizzy Gillespie (13. März 1955, als One night in Washington erschienen) begleiteten. In der zweiten Hälfte der 1950er-Jahre war er eine Zeitlang in New York City und spielte mit Larry Sonn, Boyd Raeburn, Claude Thornhill, Jimmy Dorsey und Louie Bellson. In den 1960er Jahren spielte er wieder in Washington D.C. häufig mit eigenen Bands.
Neben den erwähnten Aufnahmen mit Parker, Gillespie und Powell nahm er mit Buddy Rich und Paul Quinichette (The Kid from Denver 1959), Bill Potts (Jazz Soul of Porgy and Bess 1959), Stan Getz (Bop-Aufnahmen in den 1940ern) auf. Tom Lord verzeichnet 21 Aufnahme-Sessions von 1947 bis 1959 (unter Bob Swope).

## Lexikalischer Eintrag
- Barry Kernfeld u. a. New Grove Dictionary of Jazz, 2002